# Stéphane Lauzon
Stéphane Lauzon, né le 27 avril 1966, est un enseignant, gestionnaire de projets de construction et homme politique canadien. Il est député libéral de la circonscription d'Argenteuil—La Petite-Nation à la Chambre des communes du Canada depuis le 19 octobre 2015.

## Biographie
Stéphane Lauzon travaille à l'usine de Gatineau de la Canadian International Paper Company dans les années 1980. En 1992, il obtient un certificat d'enseignement à l'Université du Québec en Outaouais puis pratique pendant vingt ans en formation professionnelle. Il est également vice-président de l’édition 2014 des Jeux de la francophonie canadienne, tenue à Gatineau.

### Carrière politique
Avant son élection comme député fédéral, Stéphane Lauzon est conseiller municipal de la ville de Gatineau de 2009 à 2015. En décembre 2015, il est nommé secrétaire parlementaire auprès des ministres des Sports et des Personnes handicapées, Carla Qualtrough puis Kent Hehr. En août 2018, il devient secrétaire parlementaire du ministre des Anciens combattants Seamus O'Regan. Après sa réélection aux élections de 2019, on lui confie le poste de secrétaire parlementaire de la ministre des Aînés, Deb Schulte.
À la suite de sa réélection en 2021, il occupe le poste de secrétaire parlementaire de la ministre du Développement économique rurale, Gudie Hutchings. Il est par la suite promu au poste de secrétaire parlementaire du ministre des Services aux citoyens, Terry Beech, en 2023. Le 28 avril 2025, il est à nouveau réélu dans sa circonscription.